# 長崎市立長崎中学校
長崎市立長崎中学校（ながさきしりつながさきちゅうがっこう、Nagasaki City Nagasaki Junior High School）は長崎県長崎市立山にある公立中学校。略称は「長中」（ちょうちゅう）。
長崎市教育委員会では2028年4月に長崎市立桜馬場中学校及び長崎市立片淵中学校と統合する方針である。

## 概要
校訓
「自律創造、友愛誠実、克己不屈」
校章
鵬をモチーフに、全体で「中」の文字に見える様デザインされている。
校歌
作詞は市瀬正生、作曲は竹島勉による。歌詞は2番まであり、2番に校名の「長崎」が入っている。両番とも「わが学び舎」で終わる。また校歌とは別に、「長中讃歌」がある。
校区
長崎市立桜町小学校区、長崎市立西坂小学校区。

## 沿革

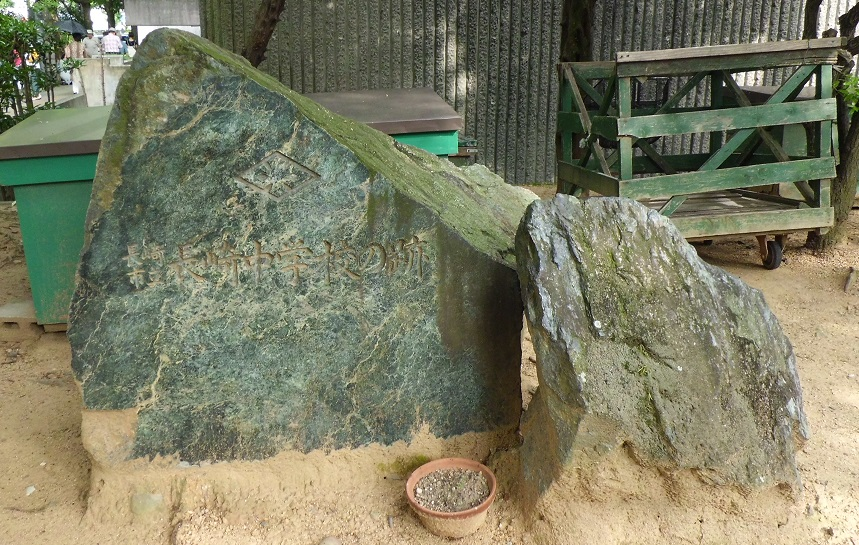
長崎市立長崎中学校の跡（碑）
（長崎市民会館敷地内）

- 1947年（昭和22年）4月15日 - 学制改革に伴い、旧・勝山国民学校の高等科が改組され、「長崎市立勝山中学校」が開校[4]。
  - 828名の生徒が初登校。校舎完成までの間、長崎市立勝山小学校内に併設。
- 1949年（昭和24年）7月1日 - 「長崎市立長崎中学校」（現在名）に改称。本大工町[5][6]に新校舎が完成。
- 1950年（昭和25年）9月2日 - 九州初のスライド教育が行われる。
- 1970年（昭和45年）9月1日 - 公害疎開により、立山町の長崎公園市民運動場（現在地）に鉄筋コンクリート造4階建ての新校舎が完成し移転。（長崎市で3校目[7]の公害疎開）
- 1971年（昭和46年）10月15日 - プールが完成。
- 1997年（平成9年） - 創立50周年記念式典を挙行。

## 学校行事
3学期制

## 部活動
運動部
- ソフトテニス部（女）
- バスケットボール部（男）
- バドミントン部
- バレーボール部（女）
- 野球部（男）
- 陸上部

文化部
- 音楽部
- 美術部

## 周辺
- 長崎県立長崎東中学校・高等学校
- 長崎市立桜町小学校（旧長崎市立勝山小学校）
- 長崎市立上長崎小学校
- 鎮西大社諏訪神社
- 長崎県立長崎図書館
- 長崎歴史文化博物館
- 日本銀行長崎支店

## アクセス
最寄りの鉄道駅
- JR九州長崎駅
- 長崎電気軌道桜町支線桜町停留場

最寄りのバス停
- 長崎県営バス「長崎中学校前」バス停下車、徒歩2分(約150m)。